# Въртешка
Въртешка (на македонска литературна норма: Вртешка) е село в централната източна част на Северна Македония, община Карбинци.

## География
Селото е разположено в планината Плачковица.

## История
В XIX век Въртешка е изцяло българско село в Щипска кааза на Османската империя. Според статистиката на Васил Кънчов („Македония. Етнография и статистика“) от 1900 година селото има 54 жители, всички българи християни.
В началото на XX век жителите на селото са под върховенството на Българската екзархия. По данни на секретаря на екзархията Димитър Мишев („La Macédoine et sa Population Chrétienne“) през 1905 година във Въртешка (Vartechka) има 80 българи екзархисти.
Параклисът „Свети Георги“ е изграден в 2005 година. Фреските са дело на зографа Златанов от Скопие.